# Girolamo da Carpi

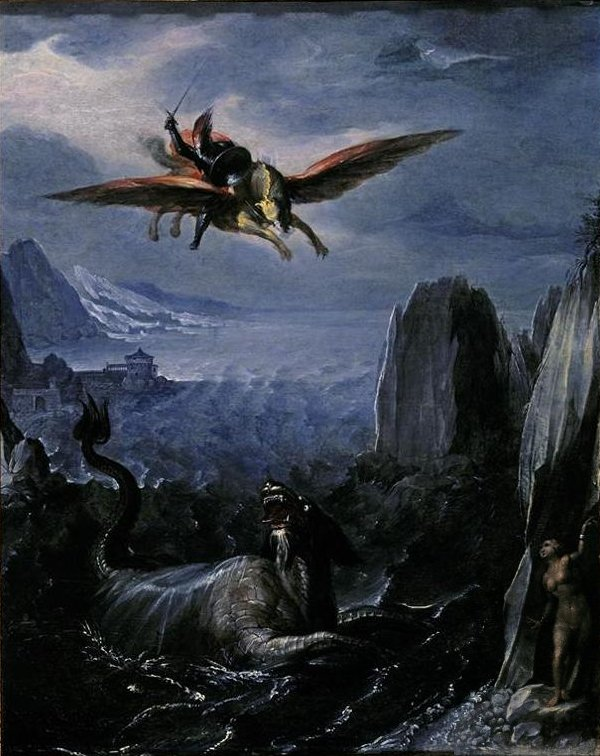
Ruggiero salvant Angelica, tempera sobre fusta atribuït a Girolamo da Carpi, El Paso Museum of Art.

Girolamo da Carpi (1501 - 1556) fou un pintor i decorador a la Cort dels Este al Ducat a Ferrara (actualment Itàlia). Va començar a pintar a Ferrara, d'aprenent de Benvenuto Tisi (il Garofalo); però abans dels 20 anys, va passar a Bolonya, on se'l considera una figura del primer Renaixement de l'Escola Bolonyesa. Es va influenciar de l'estil manierista de Giulio Romano

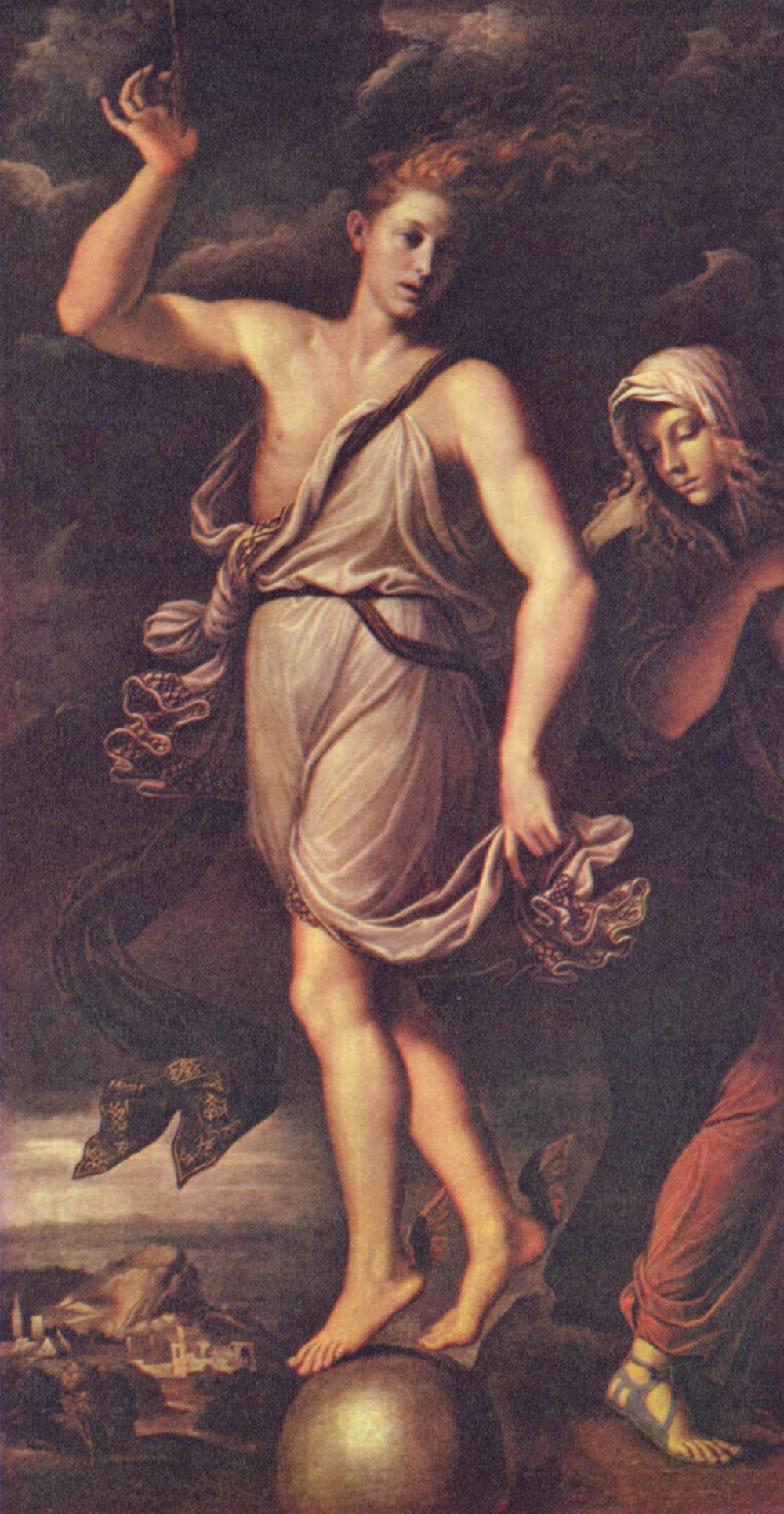
"Oportunitat i Paciència", Girolamo da Carpi (1541), al Gemäldegalerie Alte Meister, Dresden.

Va tornar a Ferrara i va col·laborar amb Dosso Dossi i Garofalo entre altres en encàrrecs de la família d'Este. Girolamo es va convertir en l'arquitecte del Papa Juli III el 1550 i va supervisar la remodelació dels palaus del Vaticà. De tornada a Ferrara, se li van encarregar les ampliacions del Castello Estense.
Les pintures de Da Carpi inclouen un "Descens de l'Esperit Sant", a l'església de Sant Francesc a Rovigo; una "Madonna", una "Adoració dels Mags", i una "Santa Caterina" a Bolonya; i el "Sant Jordi" i "Sant Jeroni" a Ferrara.

## Obres
- "Adoració dels Mags", (1531, San Martino, Bolonya)
- "Casament de Santa Caterina", (1532-4, San Salvatore, Bolonya)
- "St. Longinus", (1531)
- "Pentecosta", (San Francesco, Rovigo)
- "Oportunitat", (1541, Gemäldegalerie, Dresden)
- "Paciencia", (1541, Gemäldegalerie, Dresden)